# Cycloderma
Genre
Synonymes
- Heptathyra Cope, 1860
- Aspidochelys Gray, 1860

Cycloderma est un genre de tortues de la famille des Trionychidae.

## Répartition
Les deux espèces de ce genre se rencontrent dans le centre de l'Afrique.

## Liste des espèces
Selon TFTSG (29 juin 2011) :
- Cycloderma aubryi (Duméril, 1856)
- Cycloderma frenatum Peters, 1854

## Publication originale
- Peters, 1854 : Ubersicht der auf seiner Reise nach Mossambique beobachteten Schildkröten. Bericht Bekanntmachung Verhandlungen Königlich-Preussischen Akademie der Wissenschaften zu Berlin, vol. 1854, p. 215–216 (texte intégral).